# Les Aventuriers de Smithson High
Les Aventuriers de Smithson High (Unnatural History) est une série télévisée américano-canadienne en 13 épisodes de 45 minutes créée par Mike Werb diffusée entre le 13 juin 2010 et le 21 septembre 2010 sur Cartoon Network.
En France, la série a été diffusée sur France 4 et sur Cartoon Network.

## Synopsis
La série est centrée sur Henry Griffin, possédant de grandes capacités acquises lors de ses voyages autour du monde accompagné de ses parents anthropologues. Henry fait alors face à son plus gros défi... Les États-Unis d'Amérique où il n'est encore jamais allé. Il commence alors à étudier à la Smithson High School à Washington D.C. avec l'aide de son cousin Jasper et de son amie Maggie. Henry utilise alors ses dons pour résoudre les divers mystères auxquels il doit faire face dans cette école.

## Distribution

### Acteurs principaux
- Kevin G. Schmidt (VFB : Sébastien Hébrant) : Henry Griffin
- Jordan Gavaris (VFB : Maxime Donnay) : Jameson Asper « Jasper » Bartlett
- Italia Ricci (VFB : Delphine Moriau) : Margaret « Maggie » Winnock
- Martin Donovan (VFB : Michelangelo Marchese) : Bryan Bartlett

### Acteurs secondaires
- Wesley Morgan : Hunter O'Herlihy
- Matt Baram : Julian Mornoe
- Jack Hourigan : Rosmary Griffin
- Scott Yaphe : Zafer Griffin
- Robbie Amell : Micheal O'Molley

## Épisodes
1. Le Trésor de L'U.S.S. Alligator (Pilot)
2. Le Mystère de Carson Creek (The Griffin Gang)
3. Espion en sommeil (Sleeper in a Box)
4. L'Esprit du samouraï (Heart of a Warrior)
5. La Fontaine de jouvence (Fountain of Truth)
6. L'Argent de Dillinger (Public School Enemies)
7. Les Zombies du lycée (The Liberian Candidate)
8. La Malédiction de la Pierre Sacrée (Curse of the Rolling Stone)
9. Le Club de magie (Now You See Me)
10. Attrapes-nous si tu peux (Maximum Insecurity)
11. Le Marteau de Thor (Thor's Slammer)
12. L'Attaque de la scaraignée géante (Speetlemania)
13. Élections Atomiques (Past, Presidents, and Future)

## Annulation et plans prévus pour la seconde saison
Le 19 novembre 2010 la chaîne Cartoon Network annonce qu'elle ne renouvellera pas la série pour une seconde saison. Le 29 décembre 2010 le créateur de la série, Mike Werb, révèle son intention de chercher un autre distributeur pour diffuser la suite de sa série, mais sans être sûr que cela marchera. Werb révéla également ce qu'il avait l'intention de faire si une deuxième saison avait pu voir le jour : Werb avait prévu de montrer des aventures impliquant la tombe de Gengis Khan, la vidéo du Watergate de Nixon, une nouvelle écrite et perdue de Hemingway, les vampires (qui auraient eu une existence réelle dans la série), le mystère de DB Cooper, un chemin de fer secret et une histoire d'amour en triangle entre Jasper, Maggie et Henry.